# Presidente del Comité Militar de la OTAN
El presidente del Comité Militar de la OTAN es el oficial militar de más alto rango de la OTAN. Es el principal asesor militar del secretario general y el conducto a través del cual el asesoramiento consensuado de los jefes de Defensa de la OTAN se transmite a los órganos de toma de decisiones políticas de la Alianza. Dirige el Comité Militar (la máxima autoridad militar de la OTAN), actúa en su nombre y es su portavoz y representante.
El presidente del Comité Militar es elegido entre los jefes de Defensa de la OTAN y es nombrado para un mandato de tres años. Debe haber servido como jefe de Defensa —o un cargo equivalente— en su propio país y es tradicionalmente un oficial no estadounidense de rango de cuatro estrellas o equivalente.
El primer presidente fue el general del Ejército estadounidense Omar Nelson Bradley. El presidente actual es el teniente almirante de los Países Bajos Rob Bauer.

## Lista de presidentes del Comité Militar
Desde la formación de OTAN, los presidentes del Comité Militar han sido:
Sesión de jefes de Estado Mayor del Comité Militar de la OTAN (1949-1963)
1. General Omar Nelson Bradley (Estados Unidos): 1949-1951
2. Tte. General Etienne Baele (Bélgica): 1951-1952
3. Tte. General Charles Foulkes  (Canadá): 1952-1953
4. Almirante E.J.C. Quistgaard (Dinamarca): 1953-1954
5. General Augustin Guillaume (Francia): 1954-1955
6. Tte. General Stylianos Pallis (Grecia): 1955-1956
7. General Giuseppe Mancinelli (Italia): 1956-1957
8. General B.R.P.F. Hasselman (Países Bajos): 1957-1958
9. Tte. General Bjarne Øen (Noruega): 1958-1959
10. General J.A. Beleza Ferras (Portugal): 1959-1960
11. General Rustu Erdelhun (Turquía): 1960
12. Almirante Barón Mountbatten de Birmania (Reino Unido): 1960-1961
13. General Lyman L. Lemnitzer (Estados Unidos): 1961-1962
14. Tte. General C.P. de Cumont (Bélgica): 1962-1963

Sesión Permanente del Comité Militar de la OTAN (1958-1963)
1. General B.R.P.F. Hasselman (Países Bajos): 1958-1961
2. General Adolf Heusinger (Alemania): 1961-1963

Comité Militar de la OTAN (desde 1963)
1. General Adolf Heusinger (Alemania): 1963-1964
2. Tte. General C.P. de Cumont (Bélgica): 1964-1968
3. Almirante sir Nigel Henderson (Reino Unido): 1968-1971
4. General Johannes Steinhoff (Alemania): 1971-1974
5. Almirante de la Flota sir Peter Hill-Norton (Reino Unido): 1974-1977
6. General Herman F. Zeiner-Gundersen (Noruega): 1977-1980
7. Almirante Robert H. Falls (Canadá): 1980-1983
8. General Cornelis De Jager (Países Bajos): 1983-1986
9. General Wolfgang Altenburg (Alemania): 1986-1989
10. General Vigleik Eide (Noruega): 1989-1993
11. Mariscal de campo sir Richard Vincent (Reino Unido): 1993-1996
12. General Klaus Naumann (Alemania): 1996-1999
13. Almirante Guido Venturoni (Italia): 1999-2002
14. General Harald Kujat (Alemania): 2002-2005
15. General Raymond Henault (Canadá): 2005-2008
16. Almirante Giampaolo Di Paola (Italia): 2008-2011
17. General Knud Bartels (Dinamarca): 2012-2015
18. General Petr Pavel (República Checa): 2015-2018
19. Mariscal del aire sir Stuart Peach (Reino Unido): 2018-2021
20. Teniente almirante Rob Bauer (Países Bajos): desde 2021